# Georgische Communistische Partij
De Georgische Communistische Partij (Georgisch: საქართველოს კომუნისტური პარტია; Russisch: Коммунистическая партия Грузии) was sinds haar oprichting in 1921 de communistische partij  die de Georgische Sovjetrepubliek bestuurde tot aan de eerste vrije verkiezingen in 1990. De Eerste Secretaris van de partij was feitelijk tevens de leider van de Sovjetrepubliek. In augustus 1991 werd de partij door de eerste Georgische president Zviad Gamsachoerdia verboden en opgeheven.

## Geschiedenis
De partij werd op 25 februari 1921 opgericht nadat het Rode Leger de Democratische Republiek Georgië binnen was gevallen en de hoofdstad Tbilisi had veroverd. Het riep de Georgische Socialistische Sovjetrepubliek uit en installeerde een bolsjewistisch communistische regering onder leiding van Filip Macharadze met een marxistisch-leninistische signatuur. Vanaf 1922 was de Uitvoerend Secretaris, en vanaf 1924 de Eerste Secretaris van het  Centraal Comité van de Communistische Partij verantwoordelijk voor het leiderschap over de Sovjetrepubliek. De Georgische Sovjetrepubliek werd in maart 1922 opgenomen in de Transkaukasische Socialistische Federatieve Sovjetrepubliek en werd via deze federatie onderdeel van de Sovjet-Unie. In 1924 werd de Augustusopstand van de Georgiërs tegen het Sovjetbewind hard neergeslagen door Grigori Ordzjonikidze en de Georgische Sovjetautoriteiten onder leiding van de communistische partij.
De communistische partij begon in de jaren 1980 aan gezag en populariteit in te boeten. Door het glasnost-beleid van Sovjet-leider Michail Gorbatsjov ontstond er vanaf 1986 ruimte binnen de Sovjetrepublieken voor burgerbewegingen en uiteindelijk politieke partijen. In 1990 werden voor het eerst vrije verkiezingen georganiseerd voor de Opperste Sovjet van de Georgische Sovjetrepubliek, die de communistische partij verloor van de alliantie rond de nationalistische dissident Zviad Gamsachoerdia.
Nadat Gamsachoerdia in mei 1991 als eerste president van Georgië werd gekozen werd de Communistische Partij op 26 augustus 1991 per decreet verboden naar aanleiding van de staatsgreep in Moskou een week eerder, die Gamsachoerdia steunde. Na de staatsgreep tegen Gamsachoerdia begin 1992 werd een nieuwe "Communistische Partij van Georgië" opgericht die zich net als de Verenigde Communistische Partij van Georgië erfgenaam van de Sovjetpartij noemt.

## Verkiezingen 1990
In oktober 1990 vonden de eerste vrije meerpartijenverkiezingen voor de Opperste Sovjet van de Georgische Sovjetrepubliek plaats. Hierbij 
werd de Georgische Communistische Partij met 29,6% van de stemmen verslagen door de 'Ronde Tafel - Vrij Georgië' partij-alliantie van de nationalistische oppositieleider Zviad Gamsachoerdia die 54% van de stemmen kreeg. De partij kreeg daarmee 64 van de 250 zetels in het parlement, verdeeld over 44 via de proportionele lijststem en 20 via meerderheidsdistricten.

## Lijst van Eerste Secretarissen

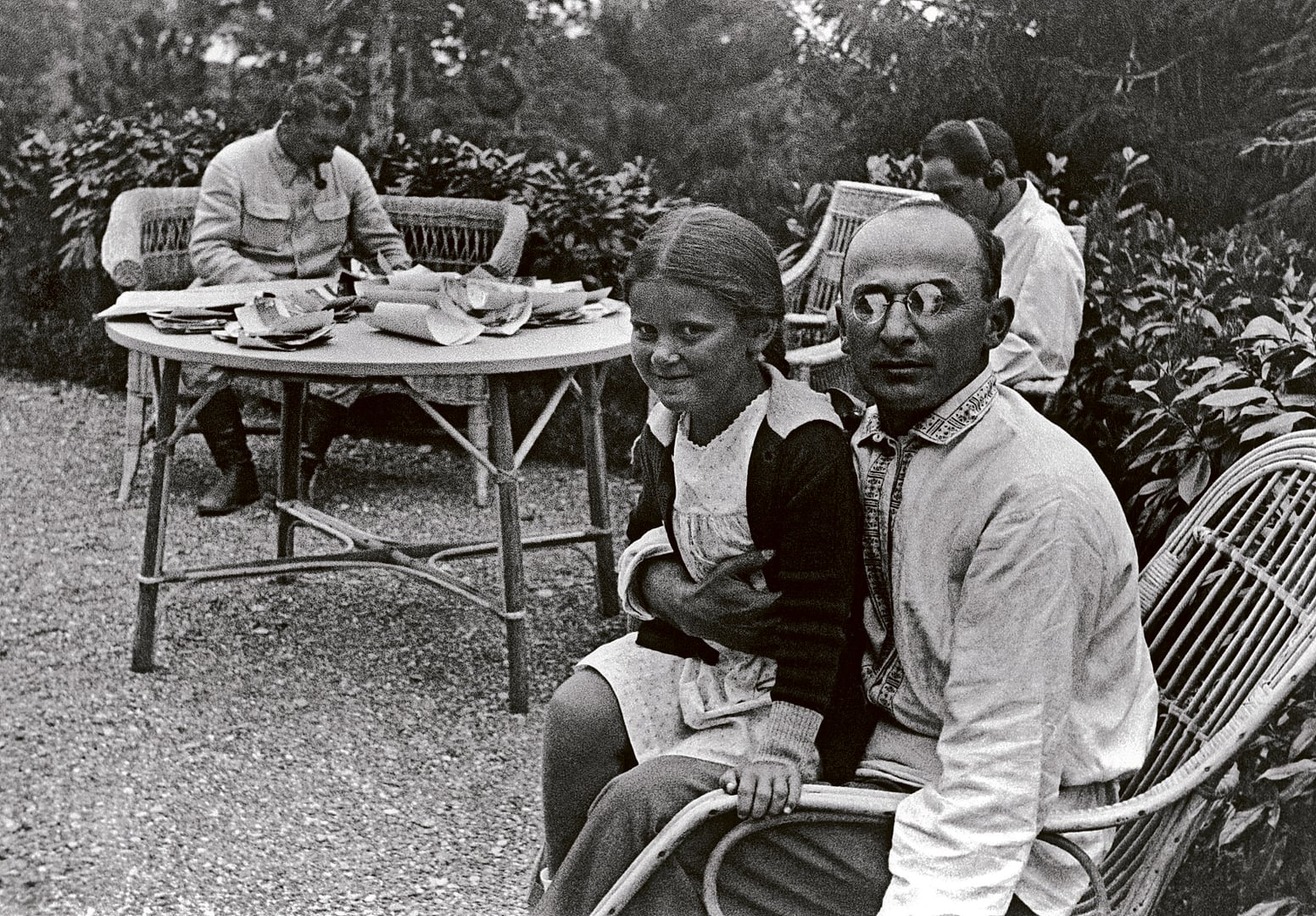
Lavrenti Beria met Jozef Stalin vlak voor bij leider van de Georgische SSR zou worden (1931)

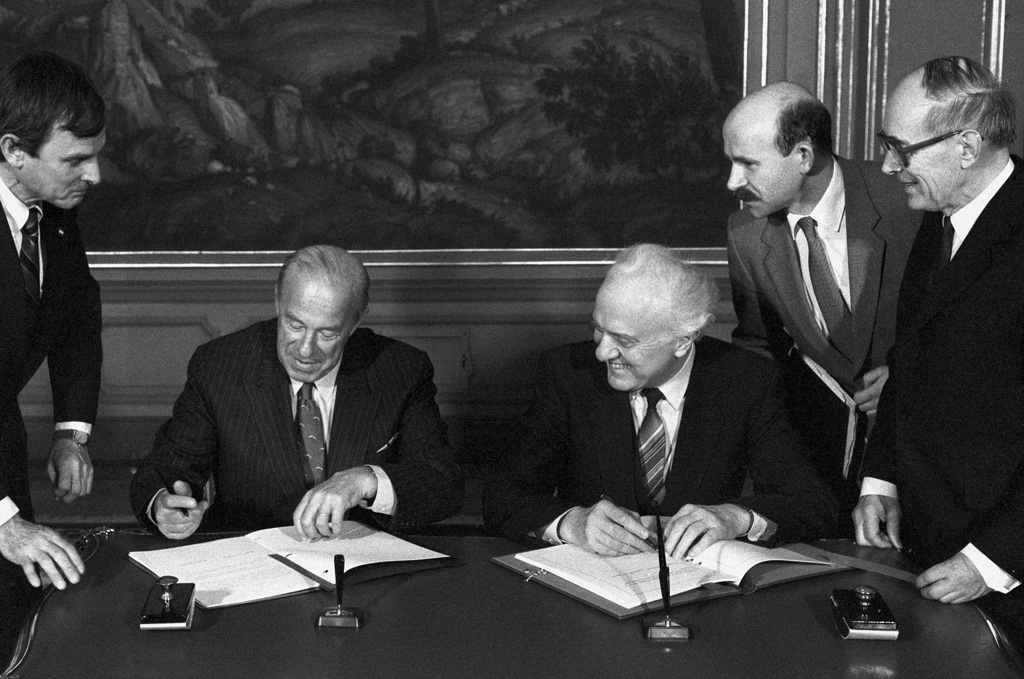
Edoeard Sjevardnadze zou eind jaren 1980 met Michail Gorbatsjov het gezicht worden van het einde van de Koude Oorlog (1987).

Tussen 1921 en 1991 had de Georgische Communistische Partij 17 leiders, die als Eerste Secretaris feitelijk de Georgische SSR leidden. Hieronder bevonden zich voorname namen uit de Sovjetgeschiedenis zoals de beruchte Lavrenti Beria en de latere sovjet-buitenlandminister Edoeard Sjevardnadze. De langst dienende Eerste Secretaris was Vasili Mzjavanadze die de rol 19 jaar vervulde van 1953 tot 1972.
| 1                                                                         | Mamia Orachelasjvili    | augustus 1921     | april 1922        | 9 maanden                   |
| 2                                                                         | Micheil Okoedzjava      | april 1922        | 22 oktober 1922   | 6 maanden                   |
| 3                                                                         | Besarion Lominadze      | 25 oktober 1922   | augustus 1924     | 1 jaar, 10 maanden          |
| Eerste Secretaris van het Centraal Comité                                 |                         |                   |                   |                             |
| 4                                                                         | Micheil Kachiani        | augustus 1924     | 6 mei 1930        | 5 jaar, 9 maanden           |
| 5                                                                         | Levan Gogoberidze       | 6 mei 1930        | 20 november 1930  | 6 maanden, 11 dagen         |
| 6                                                                         | Samson Mamoelia         | 20 november 1930  | 12 september 1931 | 9 maanden, 23 dagen         |
| 7                                                                         | Lavrenti Kartvelisjvili | 12 september 1931 | 14 november 1931  | 2 maanden, 2 dagen          |
| 8                                                                         | Lavrenti Beria          | 14 november 1931  | 31 augustus 1938  | 6 jaar, 9 maanden, 17 dagen |
| 9                                                                         | Kandid Tsjarkviani      | 31 augustus 1938  | 2 april 1952      | 13 jaar, 7 maanden 2 dagen  |
| 10                                                                        | Akaki Mgeladze          | 2 april 1952      | 14 april 1953     | 1 jaar, 12 dagen            |
| 11                                                                        | Alexander Mirtschoelava | 14 april 1953     | 19 september 1953 | 5 maanden, 5 dagen          |
| 12                                                                        | Vasili Mzjavanadze      | 20 september 1953 | 29 september 1972 | 19 jaar, 9 dagen            |
| 13                                                                        | Edoeard Sjevardnadze    | 29 september 1972 | 6 juli 1985       | 12 jaar, 9 maanden, 7 dagen |
| 14                                                                        | Dzjoember Patiasjvili   | 6 juli 1985       | 14 april 1989     | 3 jaar, 9 maanden, 8 dagen  |
| 15                                                                        | Givi Goembaridze        | 14 april 1989     | 7 december 1990   | 1 jaar, 7 maanden, 23 dagen |
| 16                                                                        | Avtandil Margiani       | 7 december 1990   | 20 februari 1991  | 2 maanden, 13 dagen         |
| 17                                                                        | Dzjemal Mikeladze       | 20 februari 1991  | 26 augustus 1991  | 6 maanden, 6 dagen          |
| Bronnen: Handbook of the history of the Communist Party, World Statesmen. |                         |                   |                   |                             |